# Cimitero ebraico di Reggio Emilia
Il cimitero ebraico di Reggio Emilia fu inaugurato nel 1808, a seguito dell'Editto di Saint Cloud. 

## Storia
È diviso in due recinti. Il primo recinto, più antico, contiene i resti e le lapidi dei defunti riesumati dal cimitero precedentemente in uso allora situato in via Tiratora, e i defunti dal 1808 fino al 1853. È un unico spazio nel quale sono sparse le diverse sepolture, caratterizzate in genere da semplici lapidi. Il secondo recinto, che ospita i defunti dal 1853 in poi, si presenta suddiviso in zone e contiene lapidi, ma anche tombe più complesse e sepolcreti familiari. Di fronte al cancello di ingresso un vialetto conduce alla camera mortuaria. La documentazione che segue non è esaustiva e costituisce quindi solo una presentazione parziale del luogo.